# Olof Kexél
Olof Kexél, född 28 november 1748 i Kalmar, död 5 mars 1796 i Stockholm, var en svensk skald.

## Biografi
Kexéls föräldrar var adjunkten vid domkyrkan i Kalmar, sedermera kyrkoherden i Norra Möckleby på Öland, Per Kexhelius och Sara Svebilia. Efter att ha genomgått Kalmar skola blev Kexél student vid Uppsala universitet 1761 samt disputerade 1765 pro exercitio, då han på disputationen kallade sig Kexhelius. 
Tre år senare inskrevs han som auskultant i kommerskollegium och kallades då Kexelius, men ändrade namnet samma år till Kexél. Kexél, som redan i Uppsala deltagit i stiftandet av det vittra samfundet Apollini sacra, framträdde även snart i huvudstaden på den litterära banan. Vid slutet av år 1768 började han ge ut en veckoskrift, Hatten, varav endast fem nummer kom ut 1768–69. 

### Tryckfrihetsåtal
En flygskrift, Prästmannaöde i Sverige, 1768, för vilken han stod som ansvarig utgivare, men vars verkliga författare skall ha varit den bekante hävdatecknaren Anders Botin, ådrog honom en tryckfrihetsprocess, varvid han dömdes till böter, 300 daler silvermynt. Kort därefter råkade han ut för ett nytt åtal med anledning av en skrift, Bref om Mössornas ursprung och uppförande, 1769, med samma påföljd som det förra. 

### Ekonomiska problem
Hans affärer hade dessutom blivit alldeles förstörda genom borgensförbindelser som han ingått för en vän, boktryckaren Vilhelm Momma d.y., och mot slutet av 1770 eller början av 1771 lämnade han riket och kom inte tillbaka förrän 1773. Vid sin hemkomst anställdes han som ordonateur vid kungliga teatern, befordrades därefter till sekreterare vid direktionen för kunglig maj:ts spektakler och erhöll efter Bellmans död dennes plats såsom sekreterare vid kungliga nummerlotteriet 1795. De skulder, han ådragit sig i ungdomen, hade satt hans affärer i sådan oordning, att de aldrig kunde återställas. Penningknappheten blev därför hans följeslagare genom livet och drev honom alltjämt ut på litterära strövtåg.

### Författarskap
Bysatt för skuld, utgav han Mina tidsfördrif på gällstufvan, 1776–77, ny upplaga 1798, innehållande små berättelser, anekdoter och liknande. Denna samling ansågs vara av ett sådant för religion och sedlighet menligt innehåll, att den åtalades inför Öfre borgrätten och ådrog författaren dryga böter, nämligen 300 daler silvermynt för själva skriften och 20 daler för hans under försvaret avgivna spetsiga förklaringar, varjämte hela samlingen skulle dras in och alldeles förbjudas. Andra samlingar i samma anda är: Mina tidsfördrif på högvakten, 1780, och Bacchi handbibliotheque eller nya tidsfördrif på gällstufvan, 4 del. 1784–86, ny upplaga 1793–98. Dessutom gav han ut Kungliga svenska teaterns almanach för åren 1779 till 1789. 
För övrigt är Kexél bekant som en bland stiftarna av ordenssällskapet Par Bricole 1779.
Olof Kexéls skrifter är samlade och utgivna av Per Adolf Sondén i två delar 1837 samt av Per Hanselli 1852.

### Samlade och valda skrifter
- Olof Kexéls skrifter. Utmärkta och klassiska arbeten af svenska författare ; 8-9. Stockholm: Förlagsföreningen. 1837. Libris 1992571 - Samlade av Per Adolf Sondén.
- Samlade skrifter. Svenska vitterheten, 99-3173382-9 ; 6. Upsala: Hanselli. 1852. Libris 2086028 - Utgivna av Per Hanselli.
- Olof Kexél 1748-1796: stiftare av Sällskapet Par Bricole : bibliographia : dikter och prosa. Stockholm. 1975. Libris 877307 - Utgivna av Gösta Lundström.